# Traveling Wilburys Vol. 1
Traveling Wilburys Vol. 1 er supergruppen Traveling Wilburys debutplade og blev indspillet og udgivet i 1988 hvor den blev en stor kommerciel og kritikerrost succes. 

## Baggrund
Efter George Harrison havde fået sit comeback med albummet Cloud Nine fra 1987, begyndte han de følgende år at jamme sammen med vennerne Bob Dylan, Tom Petty og Jeff Lynne. Lynne var indblandet i produceringen af Roy Orbison's Mystery Girl album og inviterede ham med. De fik den ide at de ville indspille et enkelt album sammen under navnet Traveling Wilburys. Forklædt som Wilbury brødrene, blev medlemmerne kendt som Nelson (Harrison), Otis (Lynne), Lucky (Dylan), Lefty (Orbison) og Charlie T. Jnr (Petty).
Harrison skrev på bandets vegne kontrakt med Warner Bros. Records, som han også selv havde kontrakt med, og inkorporerede deres eget pladeselskab Wilbury Records, udover at producere for Lynne samme forår.

## Albummet
I oktober blev Traveling Wilburys Vol. 1 (navnet fik det på grund af usandsynligheden for at der ville komme endnu et) udgivet. Sangen "Handle With Care" fra albummet havde i forvejen været udgivet som single. Selvom singlen ikke kom op i toppen af hitlisterne (i USA stoppede den på #45), gjorde albummet, og nåede #16 i Storbritannien og  #3 i USA. Efter at have været på hitlisterne i mere end fyrre uger opnåede albummet dobbelt-platin. Mens Harrison og Petty havde haft nylige succeser, havde Dylan, Orbison og Lynne ikke haft et album som nåede så højt i flere år. På det tidspunkt havde intet Dylan album nået to millioner solgte plader. Som en kritiker sagde, var det "et af årtiets største kommercielle kup."
Alle gruppens medlemmer har mindst 1 sang hvor de selv synger for. Numrenes musikstil bærer ofte præg af personen der synger den. Dermed virker Handle with Care f.eks. meget som samtidige George Harrison-numre, Tweeter and the Monkey Man har det samme "historiefortællende" aspekt som flere andre Dylan-sange, Rattled leder tankerne tilbage på ELO og Not Alone Any More minder meget om flere af Roy Orbisons tidligere kærlighedssange. På End Of The Line synger alle fem medlemmer et vers hver – Harrison synger to. Sangen Margarita er et specielt instrumentalnummer, muligvis inspireret af Harrisons Electric Sound eksperimenterende album.
De fleste kritikere sagde, at gruppens beskedne ambitioner var friske og afslappende. Gennem 1989 og 1990 høstede albummet mange anerkendelser, ikke mindst en Grammy for "Best Rock Performance by a Duo or Group".
Orbison døde meget pludseligt af en blodprop  6. december 1988, hvilket kom som en chok for store dele af musikindustrien og pressen. Pladeomslaget til "End Of The Line", gruppens anden single, blev fotograferet fire dage efter Orbisons død. Det forestiller en guitar i Orbisons gyngestol, det blev taget som en hyldest – musikvideoen til sangen viser ligeledes gyngestolen ved det vers, Orbison synger. Hvad angår Orbison, blev dette  album udgivet samtidig som hans eget Mystery Girl album i 1989, og begge deres succeser har gjort Orbison til en af kun to sangere, som har haft to albums på hitlisterne posthumt (den anden er Elvis Presley). 
Både Traveling Wilburys Vol. 1 og dens uventede efterfølger, Traveling Wilburys Vol. 3, fra 1990 udgik i midten af 1990'erne, dermed tilfaldt alle rettigheder senere Harrisons efterladte efter hans død i 2001. Efter at alle hans soloudgivelser er hjemfaldet til EMI efter næsten tyve år med Warner Bros. Records, som distribuerede hans Dark Horse Records pladeselskab, lader det til at begge Traveling Wilburys albums vil blive udsendt på ny gennem EMI. Tom Petty er blevet citeret for at sige at de ville blive genudgivet sent i 2005, men de blev først genudgivet i Juni 2007.

## Spor
Alle sange er skrevet af Traveling Wilburys.
1. "Handle with Care" – 3:20
2. "Dirty World" – 3:30
3. "Rattled" – 3:00
4. "Last Night" – 3:48
5. "Not Alone Any More" – 3:24
6. "Congratulations" – 3:30
7. "Heading for the Light" – 3:37
8. "Margarita" – 3:15
9. "Tweeter and the Monkey Man" – 5:30
10. "End Of The Line" – 3:30

## Medlemmer
- Otis Wilbury – keyboards, guitarer, sang, kor
- Nelson Wilbury – guitarer, sang, kor
- Charlie T. Jnr – akustisk guitar, sang, kor
- Lefty Wilbury – akustisk guitar, sang, kor
- Lucky Wilbury – akustisk guitar, sang, kor

### Andre medvirkende
- Jim Keltner – trommer
- Jim Horn – saxofoner
- Ray Cooper – slagtøj
- Ian Wallace – tam tam på spor 1

## Hitlister
Album
| År   | Hitliste          | Placering |
| ---- | ----------------- | --------- |
| 1988 | The Billboard 200 | 3         |

Single
| År   | Single                  | Hitliste                         | Placering |
| ---- | ----------------------- | -------------------------------- | --------- |
| 1988 | "Handle with Care"      | Billboard Mainstream Rock Tracks | 2         |
| 1988 | "Handle with Care"      | The Billboard Hot 100            | 45        |
| 1988 | "Last Night"            | Billboard Mainstream Rock Tracks | 5         |
| 1989 | "End of the Line"       | Billboard Adult Contemporary     | 28        |
| 1989 | "End of the Line"       | Billboard Mainstream Rock Tracks | 2         |
| 1989 | "End of the Line"       | The Billboard Hot 100            | 63        |
| 1989 | "Heading for the Light" | Billboard Mainstream Rock Tracks | 7         |

## Priser
| År   | Pris                                                                      | Album/Nummer              |
| ---- | ------------------------------------------------------------------------- | ------------------------- |
| 1989 | Grammy Award – Best Rock Performance by a Duo or Group with Vocal (album) | Traveling Wilburys Vol. 1 |

## Certificeringer
| Organisation  | Niveau            | Dato              |
| ------------- | ----------------- | ----------------- |
| BPI – UK      | Guld              | 24. november 1988 |
| RIAA – USA    | Guld              | 4. januar 1989    |
| RIAA – USA    | Platin            | 4. januar 1989    |
| BPI – UK      | Platin            | 20. januar 1989   |
| RIAA – USA    | Dobbelt-platin    | 1. marts 1989     |
| RIAA – USA    | Tredobbelt-platin | 4. august 1994    |
| CRIA – Canada | 6x Platin         | 26. maj 2003      |